# QPM-241
QPM-241是位於人马座的一顆沃爾夫-拉葉星。它是五合星团中第二亮的恆星，是太陽光度的450萬倍，是目前所發現最亮的恆星之一。

## 外部連結
- http://jumk.de/astronomie/big-stars/qpm-241.shtml（页面存档备份，存于）